# Ellen Stratton
Donna Lynn Stella Stevens
Linda Gamble
Ellen Stratton est un modèle photo féminin de nationalité américaine. Elle est connue comme Playmate of the Month du magazine Playboy en décembre 1959,  et a été, en 1960,  la première Playmate of the Year officiellement désignée.

## Biographie
Ellen Stratton est issue d'une famille d'agriculteurs du Mississippi qui a émigré en Californie alors qu'elle avait 10 ans. La raison de ce déménagement était de faire suivre aux enfants des études, qui n'étaient pas obligatoires dans l'État du Mississippi à cette époque. Après la fin de ses études à Los Angeles, elle occupa un emploi de secrétaire chez un avocat, et fut repérée par le photographe William Graham et son épouse dans un restaurant ; elle avait 19 ans. 
Ils lui proposèrent de poser comme modèle pour des photos, puis lui proposèrent d'envoyer des clichés au magazine Playboy ; Ellen hésita tout d'abord, puis accepta la proposition. Elle fut choisie comme Playmate, les photos furent prises par William Graham et elle fut la toute première à être officiellement nommée Playmate of the Year (ce titre avait été attribué auparavant, mais de façon officieuse, en 1957 (Lisa Winters) et 1959 Joyce Nizzari. 
Par la suite, elle fut employée comme Bunny au club Playboy de Chicago. Installée au Canada, elle posa ensuite comme mannequin en indépendant tout d'abord puis pour plusieurs agences. À 29 ans elle épousa tout d'abord un photographe, union de courte durée. Après la séparation, elle retourna en Californie, se remaria et eut deux filles avant de divorcer à nouveau après 23 ans de mariage. 
Après avoir abandonné le mannequinat ou elle posa pour de nombreuses publicités, elle travailla dans la gestion immobilière.

## Apparitions dans les numéros spéciaux dePlayboy
- Playboy's Playmates - The First 15 Years  1983 - page 36
- Playboy's Playmates of the Year  Novembre-Décembre 1986 - pages 4-5
- Playboy's Book of Lingerie  Septembre-Octobre 1995 - page 68
- Playboy's Pocket Playmates 1953-1964  1995-1996 - page 66
- Playboy's Facts & Figures  Octobre 1997 - pages 20, 30
- Playboy's Classic Centerfolds  Juin 1998 - pages 2, 90-91
- Playboy's Centerfolds Of The Century  Avril 2000 - page 39
- Playboy's Celebrating Centerfolds  16 mai 2000 - page 44
- Playboy's Playmates of the Year  Décembre 2000 - page 4
- Playboy's Sexiest Playmates  Octobre 2001 - page 7